# Rotstrich-Apistogramma

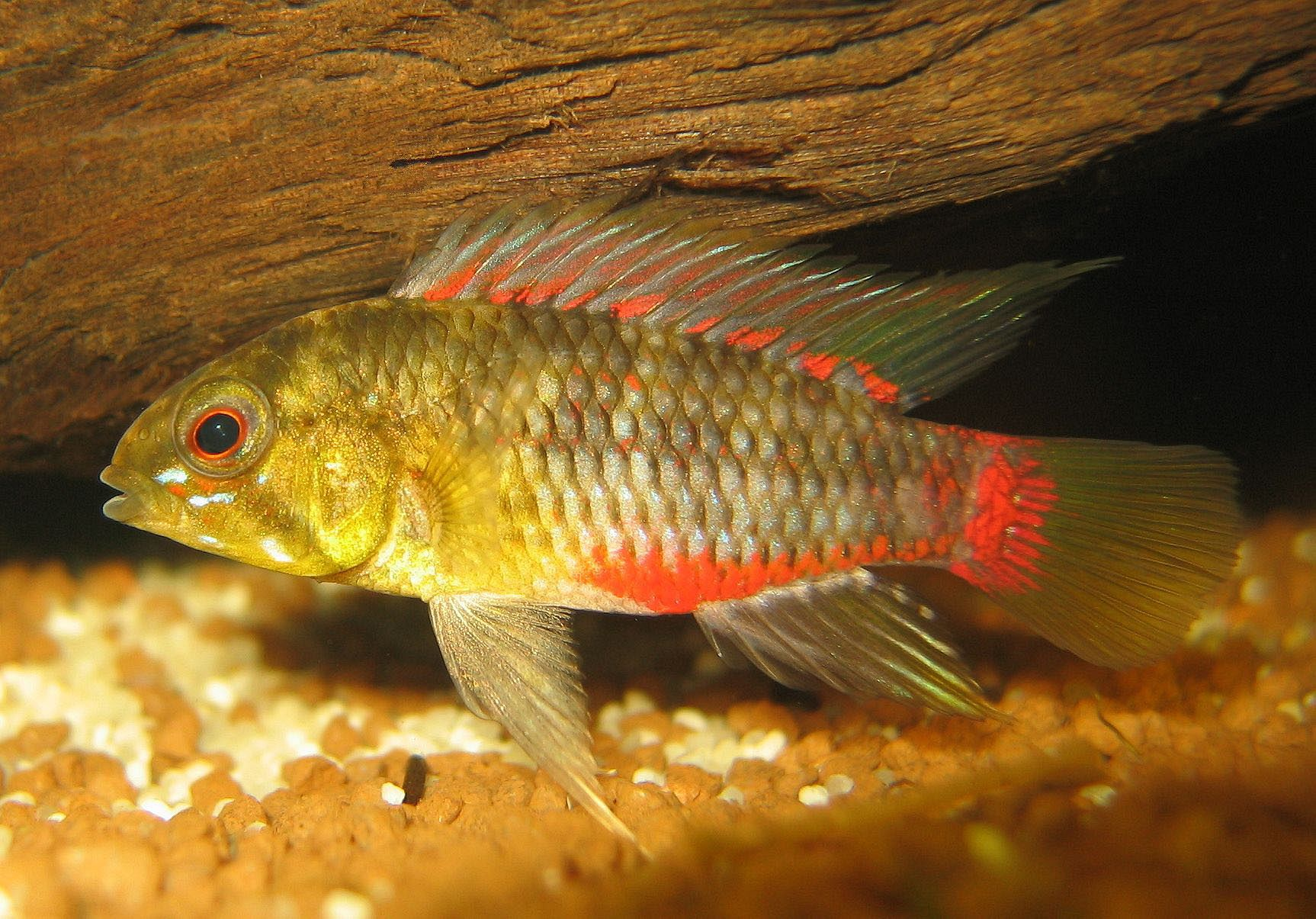
Männchen des Rotstrich-Zwergbuntbarschs ohne Balzfärbung

 Der Rotstrich-Apistogramma (Apistogramma hongsloi) ist eine Art aus der Familie der Buntbarsche. Er zählt zu den Arten, die mittlerweile häufig in Aquarien gehalten werden.

## Erscheinungsbild
Männchen des Rotstrich-Apistogrammas erreichen eine Körperlänge von bis zu sieben Zentimetern. Weibchen bleiben deutlich kleiner und erreichen ausgewachsen eine Körperlänge von bis zu viereinhalb Zentimetern. Der Körper des Fisches ist mäßig hochrückig. Die Schwanzflosse ist gerundet. Beim Männchen kommen eine stark ausgezogene After- und Rückenflosse hinzu. Die Färbung der Art ist sehr variabel, wobei noch geklärt wird, ob es sich um geographische Varianten oder Rassen handelt. Bekannt ist eine blaugelbe Rasse, bei der die Bauchflosse der Männchen kräftig zitronengelb ist, der größte Teil des Körpers jedoch ein leuchtendes Hellblau aufweist.
Im Rio Cataniapo vorkommende Männchen weisen dagegen einen beigefarbenen Grundton auf und sind viel schlichter gefärbt.
Die Weibchen weisen grundsätzlich eine gelbe Grundfärbung auf. Während der Brut haben Weibchen ein intensiver gefärbtes Brutkleid.

## Verbreitungsgebiet
Im Vergleich zu anderen Arten der Apistogramma kommen die Rotstrich-Apistograma in einem verhältnismäßig großen Verbreitungsgebiet vor. Sie sind im Einzugsbereich des oberen und mittleren Orinoko in Kolumbien und Venezuela zu finden.
In diesem Verbreitungsgebiet sind die Fische ausschließlich in den flachen und strömungsarmen Randbereichen nachgewiesen. Sie verbergen sich vor Fressfeinden in den dichten Beständen von Wasserpflanzen.

## Fortpflanzung
Rotstrich-Apistogramma sind Höhlenbrüter. Die Weibchen legen das Gelege unter Wurzeln und ähnlichen Verstecken ab. Die Brutpflege wird allein von den Weibchen vorgenommen.

## Im Aquarium
Rotstrich-Apistogramma gelten als eine robuste und anpassungsfähige Art. Sie gedeihen jedoch am besten in Aquarien mit weichem Wasser und einem pH-Wert im sauren Bereich, da das ihren natürlichen Lebensbedingungen entspricht. Wichtig ist für sie gleichfalls, dass das Aquarium dicht bepflanzt ist, da die Fische sich gerne im dichten Pflanzenbestand verstecken. Das Aquarium sollte eine Mindestlänge von 100 Zentimeter aufweisen und 150 Liter fassen. Sie können mit Salmlern und ruhigen Cichliden vergesellschaftet werden.